# Anna Barbarzak
Anna Barbarzak (nascida em 21 de junho de 1978) é uma funcionária e diplomata polaca que serviu como embaixadora na Grécia (2015–2019).

## Vida
Barbarzak estudou relações económicas internacionais na SGH Warsaw School of Economics. Ela também estudou segurança internacional no Centro de Política de Segurança de Genebra.
Em 2001, iniciou a sua carreira no Ministério das Relações Externas. Entre 2006 e 2007, ela trabalhou como Terceira Secretária na Missão Permanente da República da Polónia no Escritório das Nações Unidas em Genebra. De 2007 a 2011 foi Segunda e Primeira Secretária da Embaixada em Washington, sendo responsável pelas questões económicas, climáticas e energéticas. Depois, ela passou a chefiar a unidade na secretária do Ministro. Em 2013, tornou-se vice-directora e, posteriormente, directora do Departamento de Cooperação Económica, sendo responsável, entre outras, pela coordenação da cooperação com a OCDE, FMI, UNCTAD, BERD, BEI.
Em outubro de 2015, Barbarzak foi nomeada embaixadora da Polónia na Grécia. Ela apresentou as suas credenciais no dia 21 de janeiro de 2016. Ela encerrou seu mandato em 2019.
Além do polaco, Barbarzak fala as línguas inglesa e russa. Ela é casada com Wojciech Flera.